# Popówek (województwo wielkopolskie)
Popówek – wieś w Polsce położona w województwie wielkopolskim, w powiecie pleszewskim, w gminie Gołuchów przy drodze krajowej nr 12.
W latach 1975–1998 miejscowość administracyjnie należała do województwa kaliskiego.
Pierwsze wzmianki o miejscowości Popówek pojawiają się w dokumencie lokacyjnym z 1309 r. Popówek był wówczas własnością duchowieństwa. Źródła pisane stanowią również o przynależności wyżej wymienionej miejscowości do Floriana Szyszkowskiego, który był jej dzierżawcą (stan na rok 1579), podobnie jak Sebastian Łącki (stan na rok 1618).
W roku 1846 właścicielem wsi został P. Schenk, który zbył ów majątek na rzecz Konstantego Miłkowskiego w roku 1853. Ostatnia z wyżej wymienionych dat jest przełomowa w historii wsi, albowiem od tego czasu Popówek został wcielony w dobra majątku Macewa. 
W roku 1930 w wyniku reformy rolnej nastąpiło wykupienie 125 ha z majątku Macew (stanowiący dwór Macew i Popówek) od  Friedy von Lekow.
W 2009 roku w Popówku została utworzona drużyna piłkarska "LZS Popówek".